# فاكهة مسكرة
الفاكهة المسكرة أو سكاكر الفاكهة أو الفاكهة الجلاسيه أو الفاكهة المتبلورة (بالإنجليزية: Candied fruit)‏ هي نتاج عملية حفظ فاكهة يرجع تاريخها إلى القرن الرابع عشر. تُوضع الفاكهة، أو قطع الفاكهة، أو قطع قشر الفاكهة، في شراب سكر ساخن، يمتص هذا الشراب الرطوبة من داخل الفاكهة مما يؤدي إلى حفظها. يُمكن أن تستغرق عملية الحفظ عدة أيام أو عدة أشهر وفقًا لحجم الفاكهة. تمكن هذه العملية حفظ الفاكهة من الفساد لمدة سنة. 
العملية المستمرة لتقطيع الفاكهه في الشراب يجعل الثمرة متشبعة بالسكر و تمنع نمو الكائنات الدقيقة المسببة للتلف بسبب الضغط الإسموزي الغير مؤات الذي يخلقه.
الفواكهة عادة تضمن أنواع مثل التمر والأناناس والكرز والجذر والزنجبيل.
قشور الحلوى الرئيسية هي البرتقال مع قشر الليمون ، و هي المكونات المعتادة من قشر المفروم المختلطه و التي قد تشمل ايضاً الكرز الجليدي .
تختلف الوصفات من منطقة إلى أخرى لكن، لكن المبدأ العام هو غلي الفاكهة و وضعها في محاليل سكر قوية بشكل مستمر لعدد من الأسابيع ثم تجفيف أي ميا متبقية.

## التاريخ .. السجل
كانت طرق حفظ الطعام باستخدام السكر (شراب النخيل و العسل )معروف للثقافات القديمة في الصين و بلاد ما بين النهرين.
و مع ذلك، السلائف الحديثة كانوا العرب ، الذين خدموا الحمضيات و الوروود السليمه في اللحظات الهامة من الولائم .
مع الهيمنة العربية على أجزاء من جنوب أوروبا ، قطعت ثمار المسكة طريقها إلى الغرب.
يرجع تاريخ أول وثائق توضيح استخدام الفاكهة المسكة في أوروبا إلي القرن السادس عشر
ايطاليا ، اصبحوا عنصر رئيسيا في بعض الحلويات الأكثر شهرة من تقاليد الطهي.

## الاستخدامات
عادة ما تستخدم الفواكه المسكرة مثل الكرز في كعك الفواكه أو الفطائر.

## معرض صور

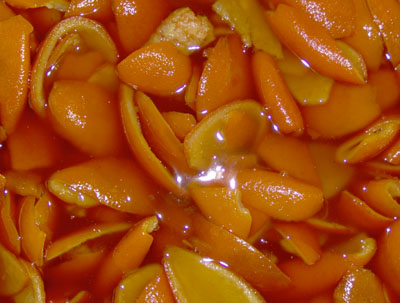
فاكهة مسكرة من قشر البرتقال
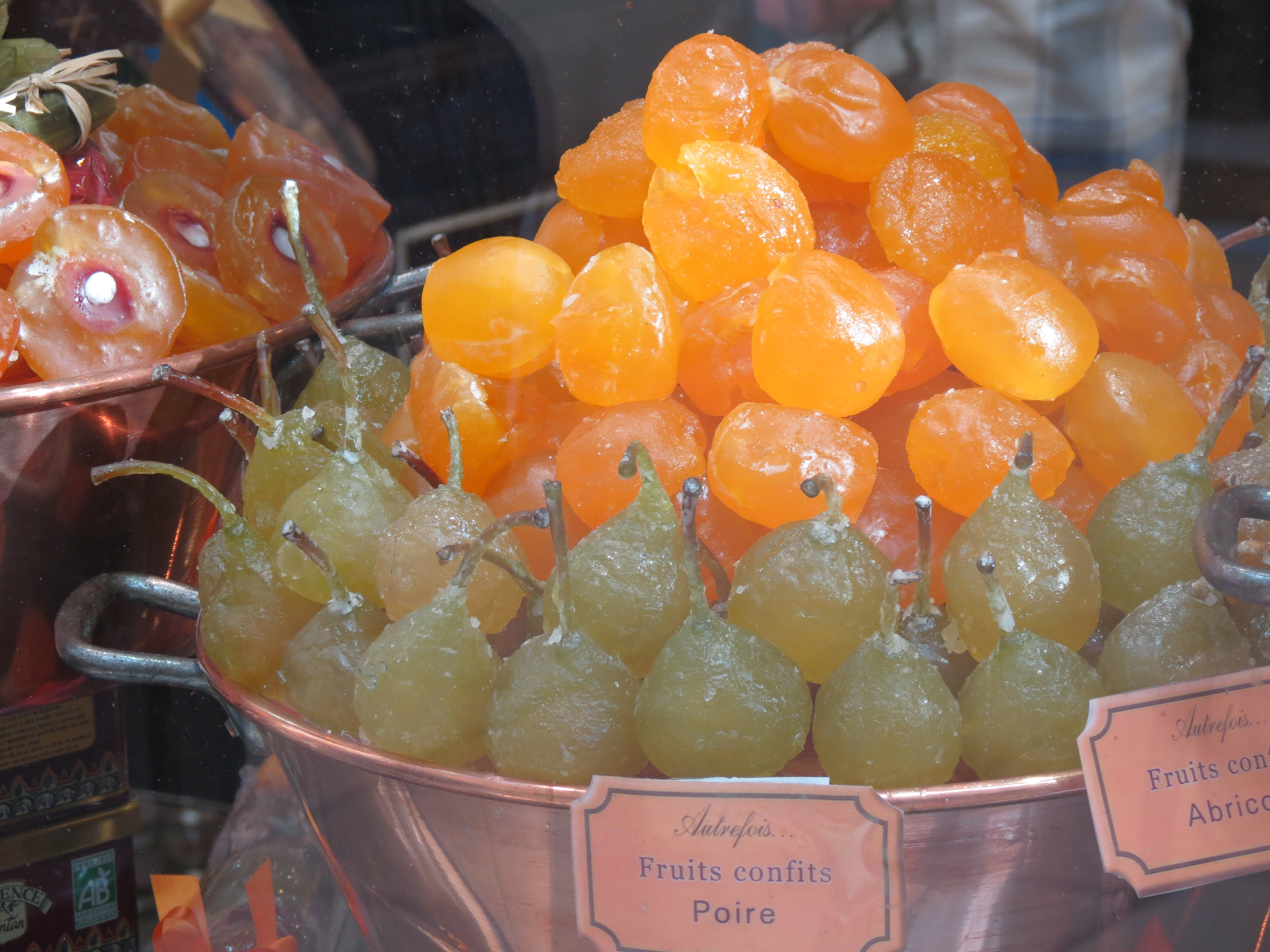
فواكه مسكرة من ساحة الأعشاب.
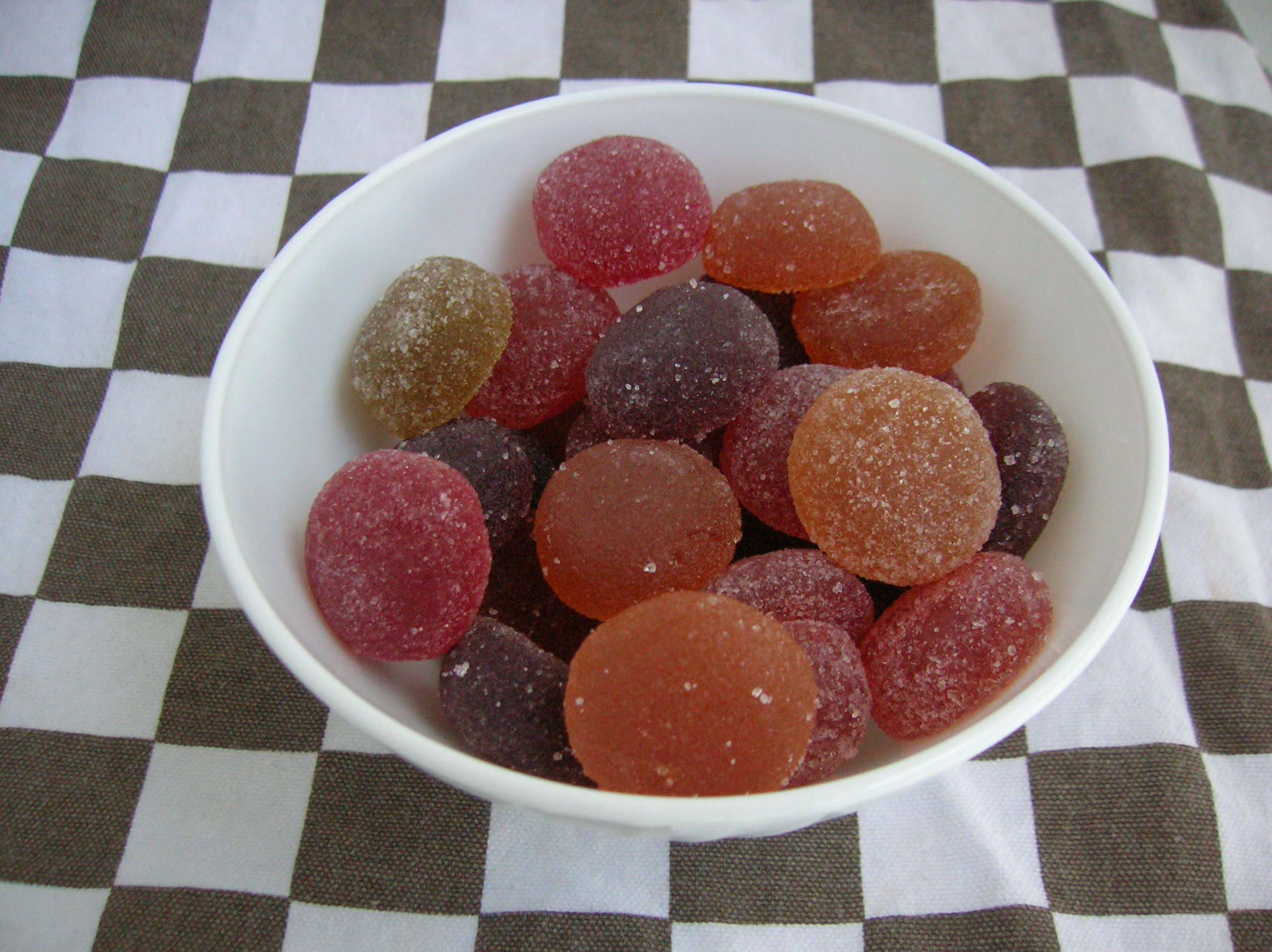
هلام فاكهة أوفيرني المُسكرة، يُطلق عليه هلام الفاكهة المُسكرة او معجون الفاكهة [الفرنسية]
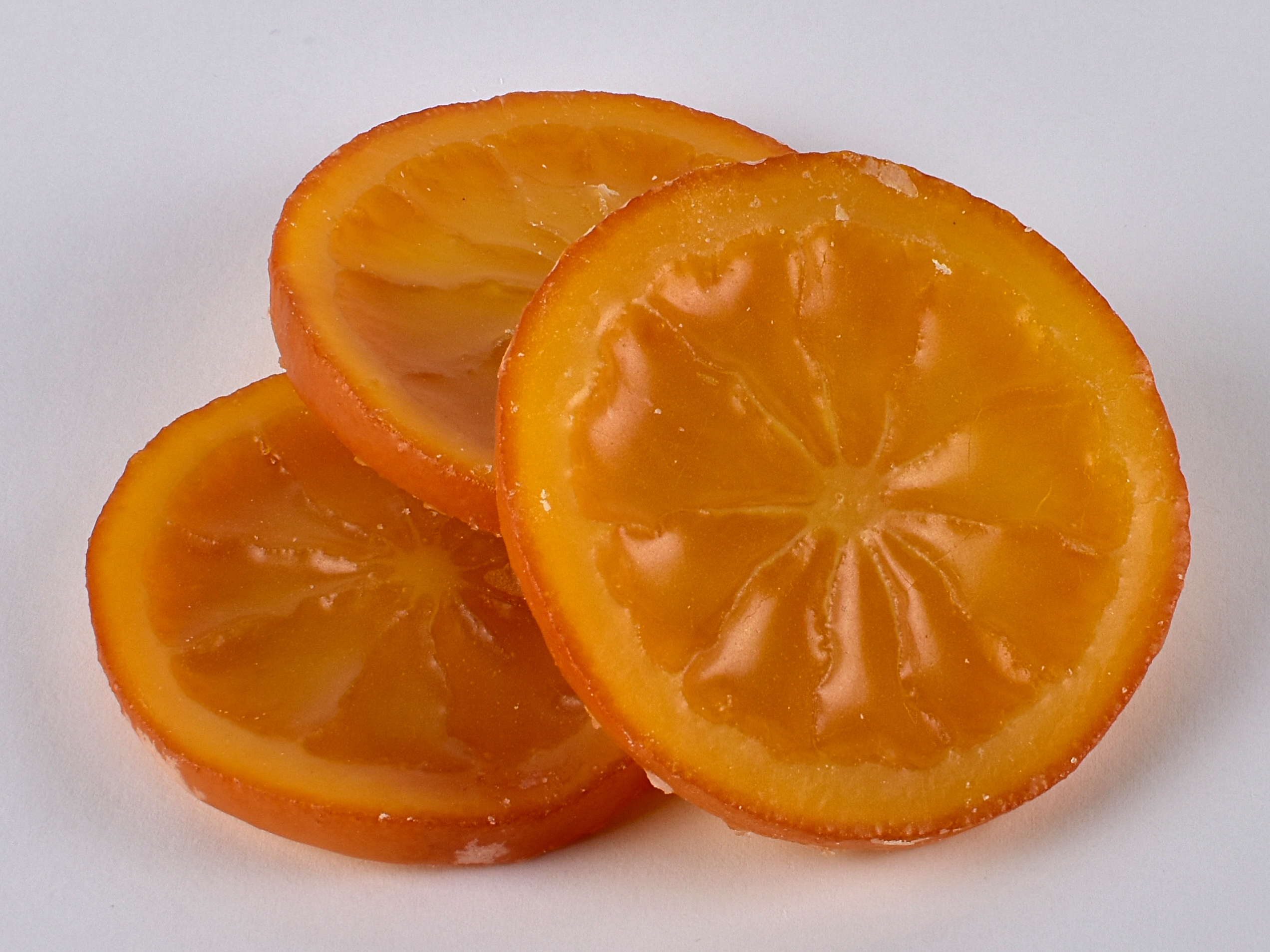
شرائح البرتقال المسكرة المزججة [الإنجليزية].
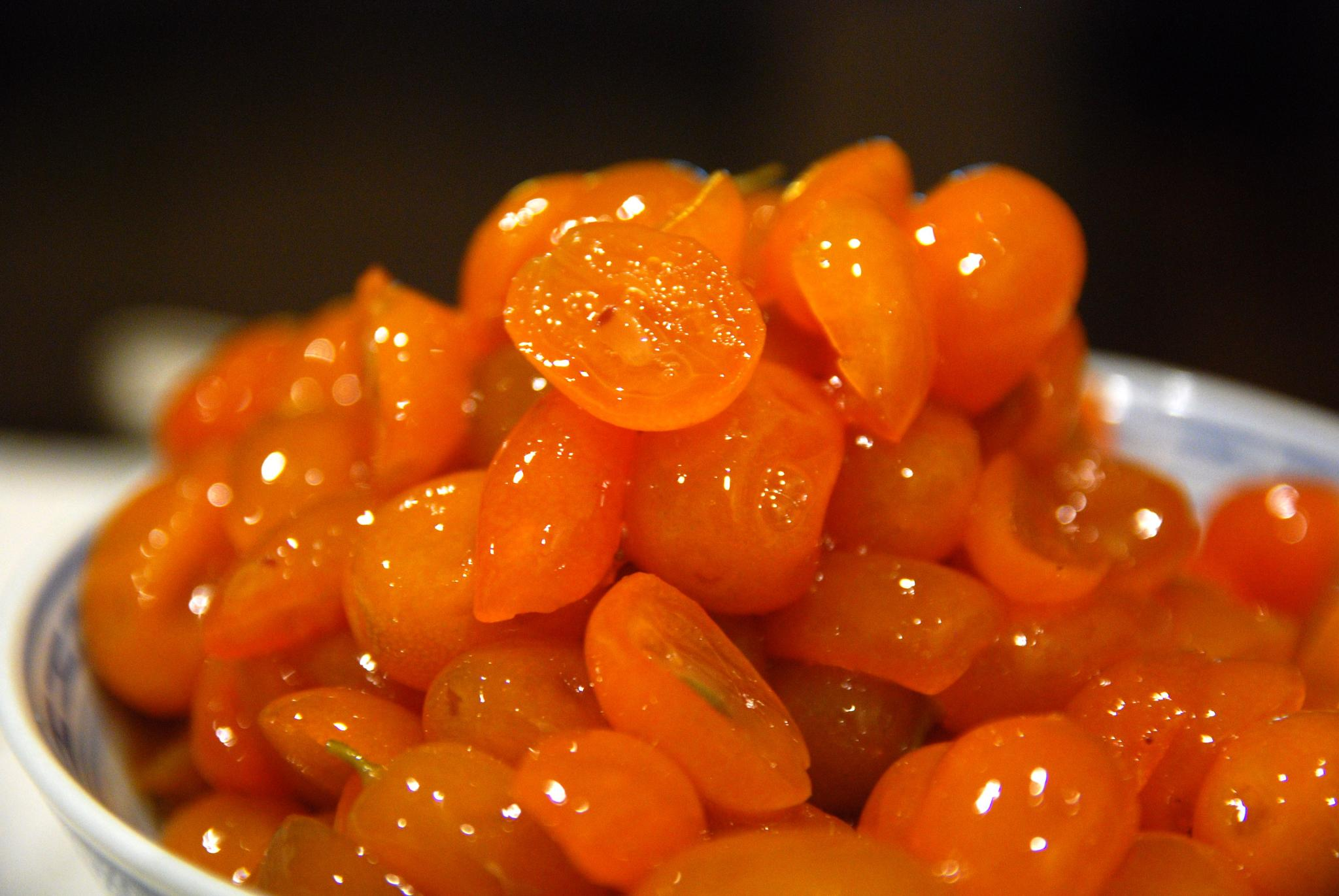
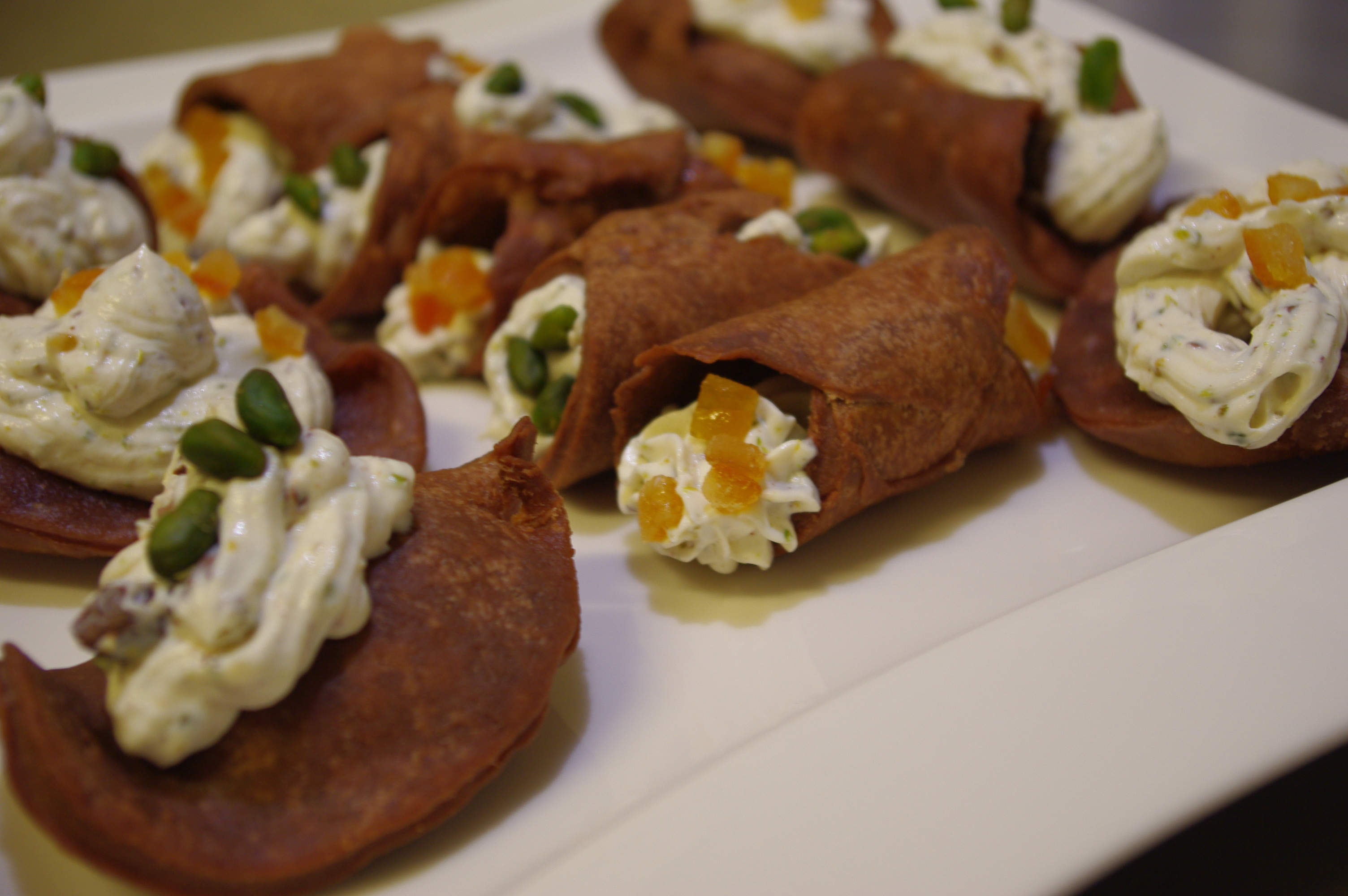
حلوى كانولي بالفواكه المُسكرة
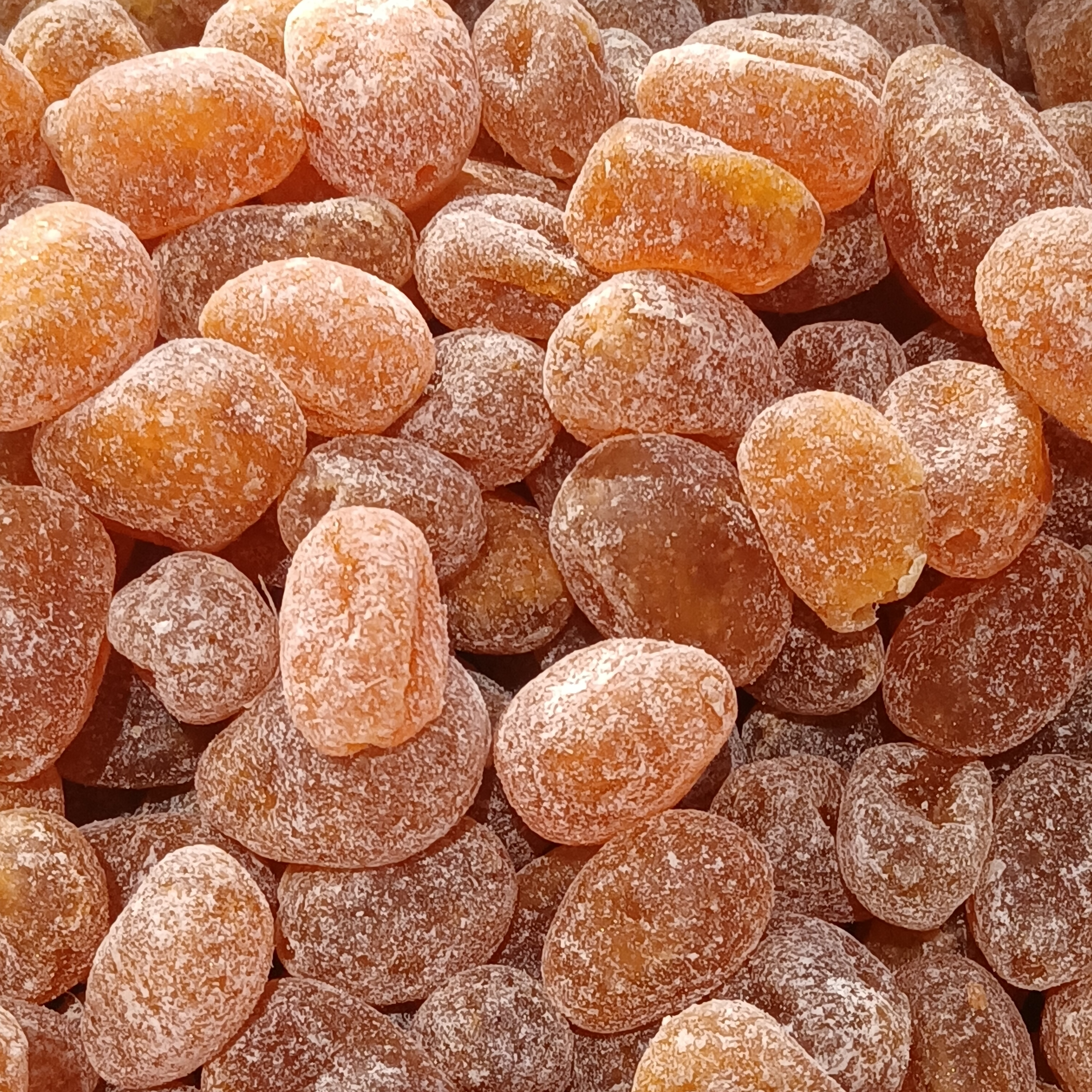
برتقال ياباني المعروف بالكمكوات المُسكر
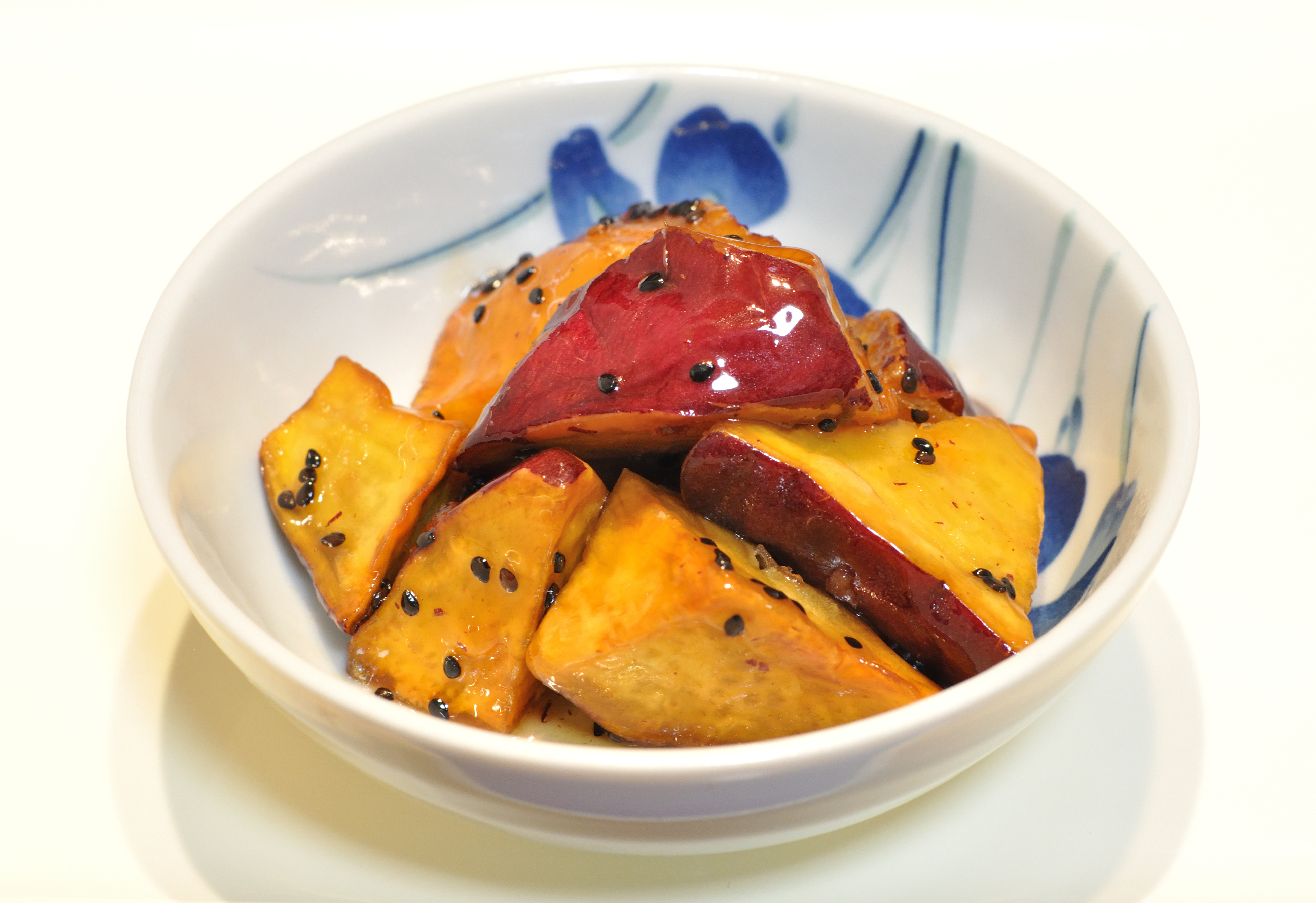
بطاطا حلوة مقلية ومسكرة. يُطلق عليها: دايغاكو-إيمو او دايجاكيمو
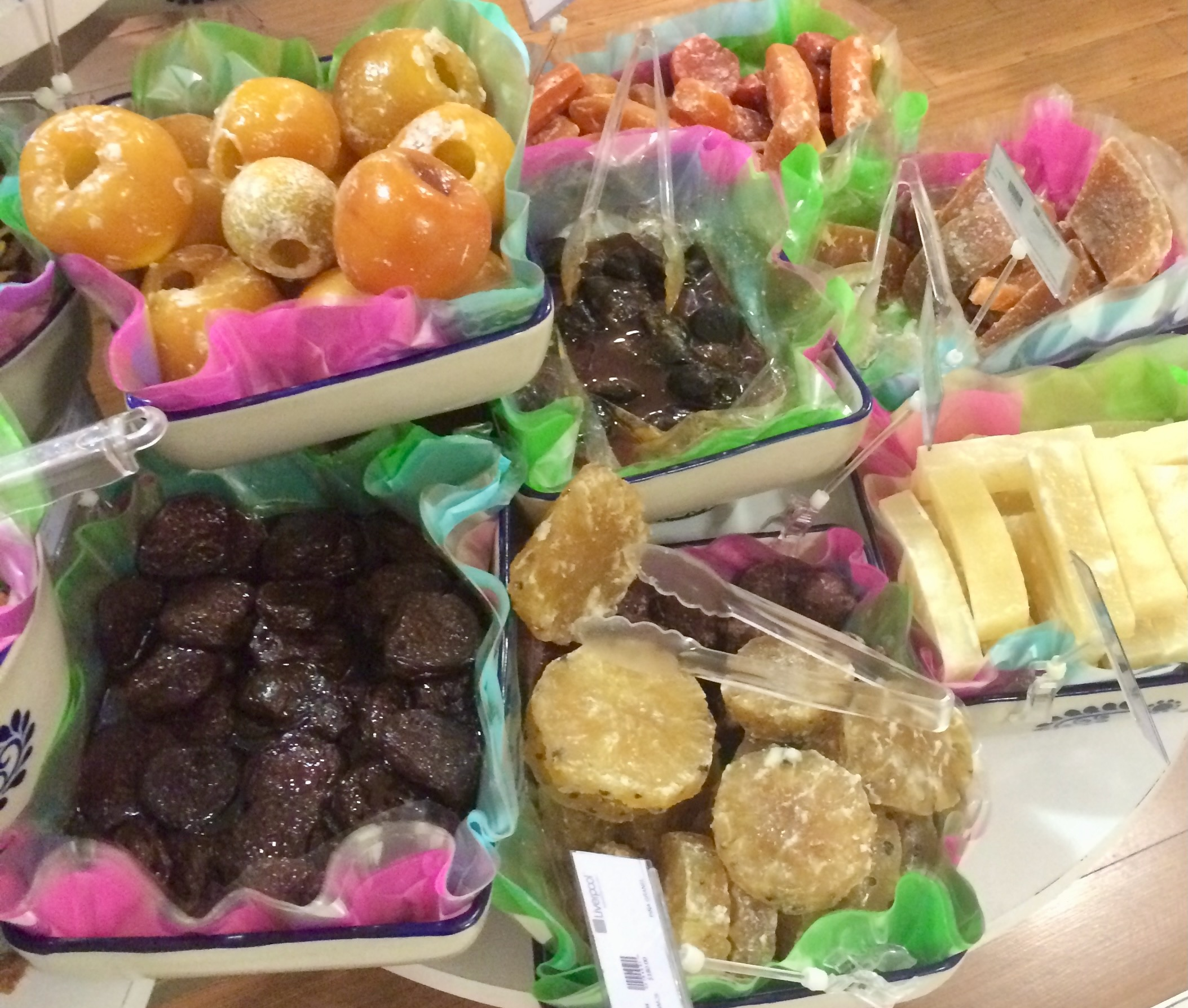
مجموعة من الفواكه المُسكره
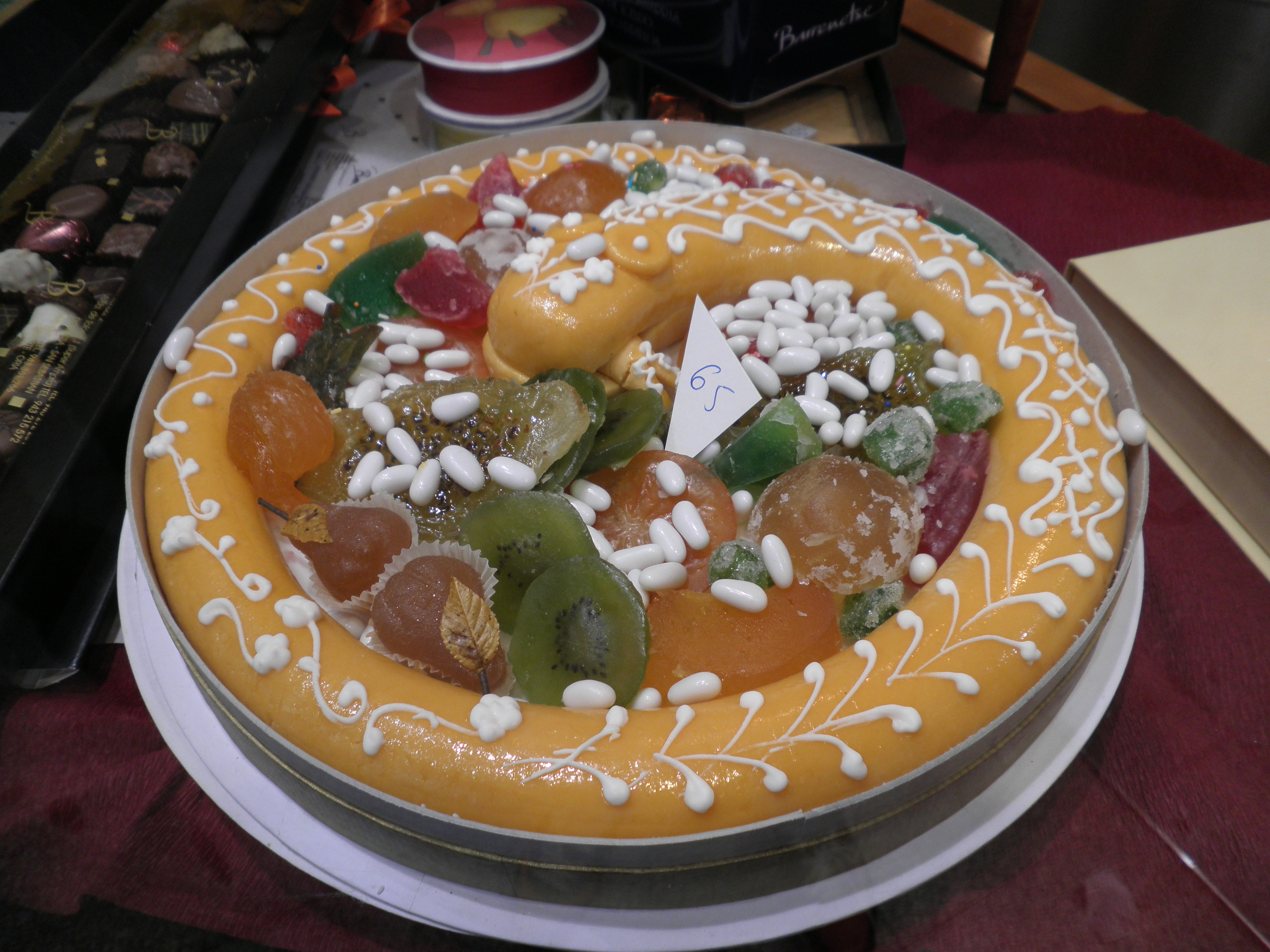
مجموعة مختلفة من الفواكه المُسكرة في قالب أشبه بالكعكة، سُميت مجازًا بكعكة التمساح.
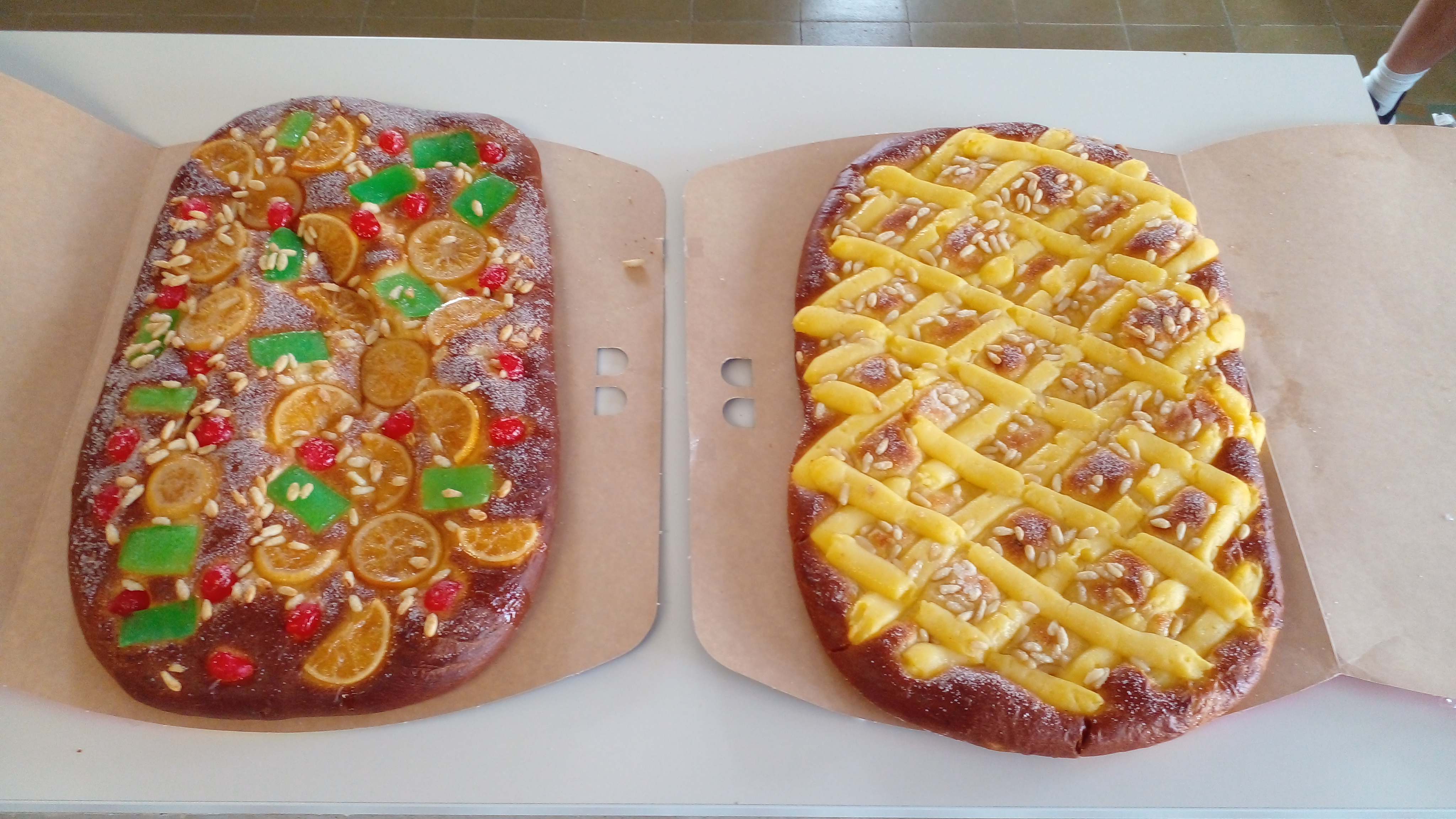
كعكة سانت جوان [الكتالانية] المصنوعة من الفواكه المُسكرة ومُزينة بالكريمة والصنوبر (pinyons)
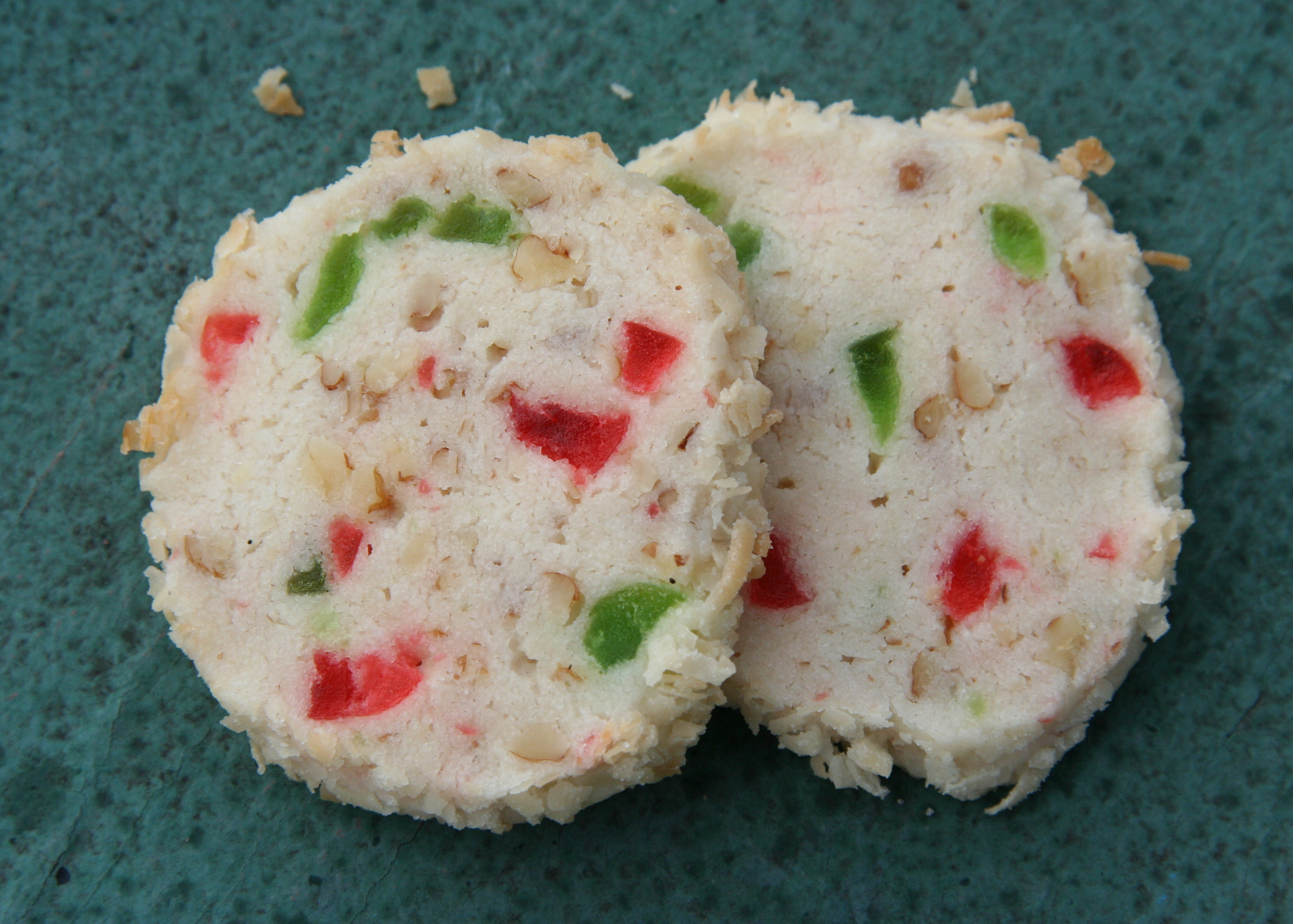
الكعيكة (الكوكي) بحشوة رقائق الفواكه المُسكرة.
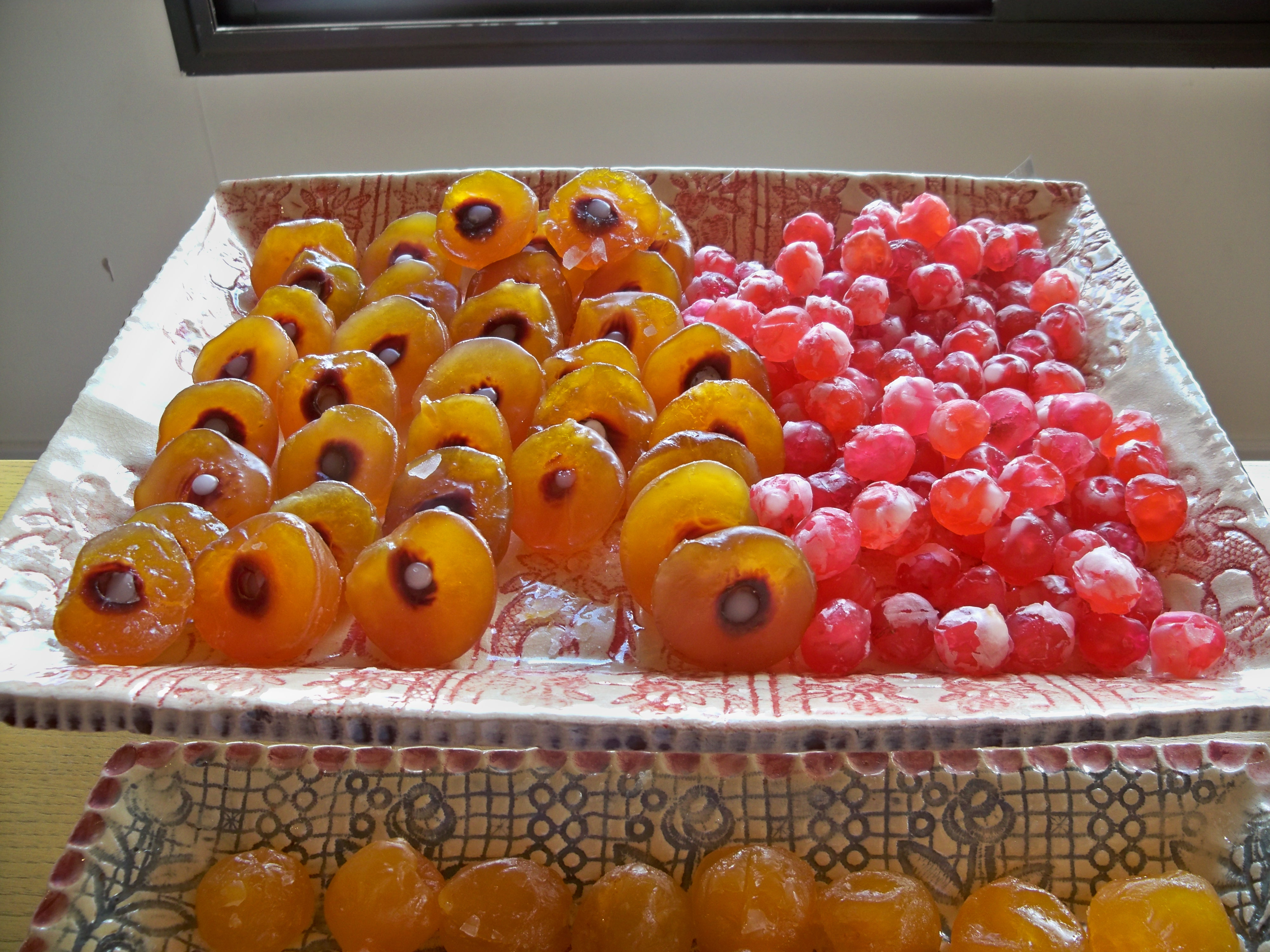
فاكهة المشمش والكرز المُسكرة.
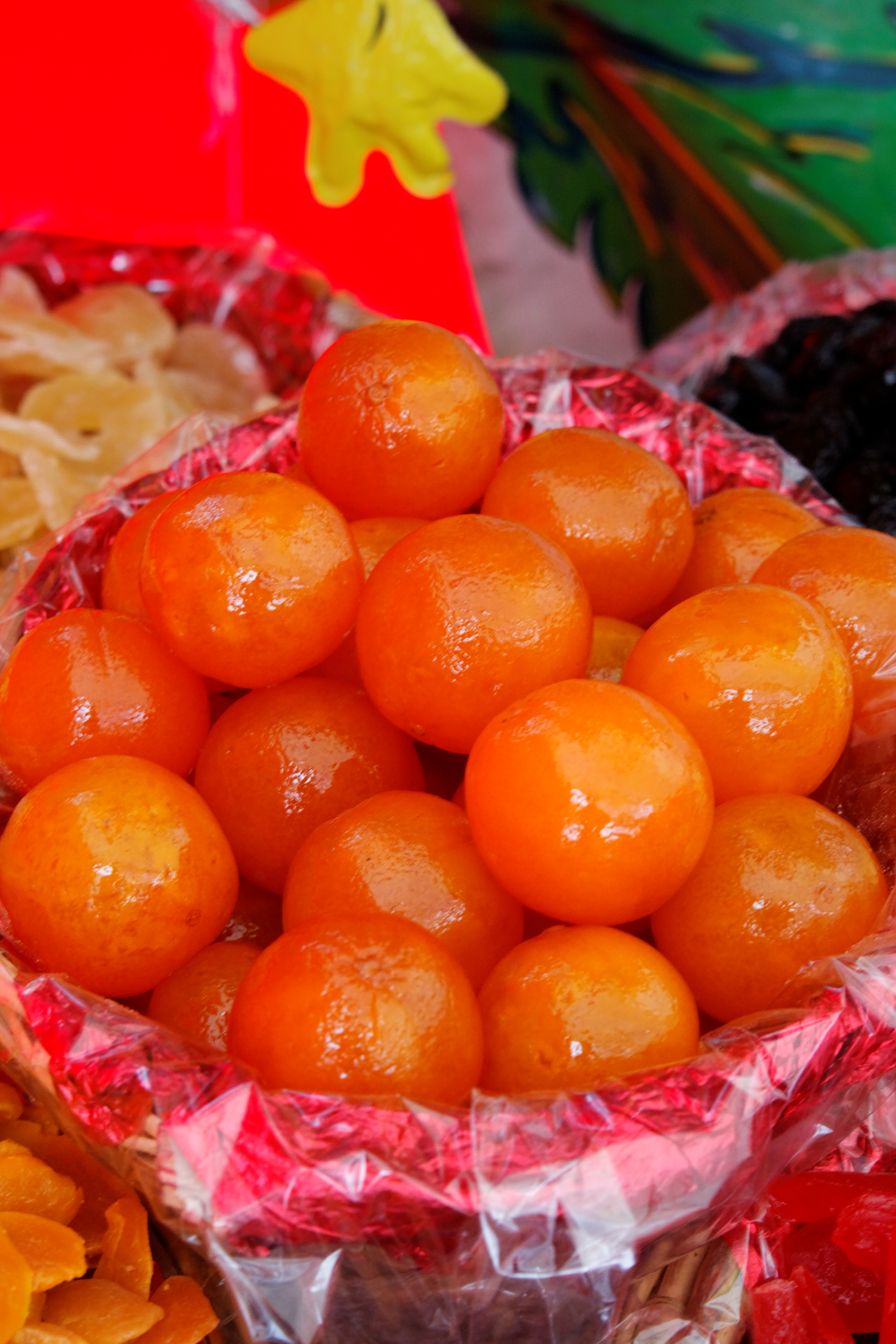
فاكهة اليوسفي المُسكرة.